# Hroši v Africe
Hroši v Africe (v originále Io sto con gli ippopotami) jsou italský komediální film z roku 1979 v hlavní roli s Budem Spencerem a Terencem Hillem.

## Děj filmu
Příběh se točí okolo dvou bratranců, Slima (Terence Hill) a Toma (Bud Spencer). Slim je milovník zvířat a rád cestuje kolem světa, naopak podnikatel Tom neopouští své rodiště a turistům nabízí safari.
Slim se po dlouhé době v cizině vrací zpět do rodného města a na uvítanou prostřílí pneumatiky džípu svého bratrance, který s ním zrovna cestoval na jedné ze safari. Džíp spolu s Tomem skončí v močálu a naštvaný Tom hodlá Slima vyhnat tam, odkud přišel. Naštvaný prochází městem, kde o Slimovo návratu již všichni vědí a pokračuje do domu mámy Leone (May Dlamini), odkud ho chce vyrazit. Na místě je však Slimem oklamán a přesvědčen o tom, že Slim má v držení jmění. Spolu se následně dohodnou, že si založí společnou firmu, která bude nabízet lidem projížďky s pohledem na zvířata a že spolu zakoupí autobus. Slim souhlasí s tím, že ale během jízd nebude zvířatům ubližováno.
Následující den zorganizuje Tom další safari, tentokrát pro japonské turisty. Těm půjčí pušky se slepými náboji. Slim prostřelí pneumatiky autobusu, aby získal peníze od pojišťovny, ale později vyjde na povrch, že autobus nebyl pojištěn. Mezitím spekulant Ormond (Joe Bugner) plánuje vystěhovat zdejší obyvatelstvo pryč, aby mohl místní zvířectvo odeslat do zámoří. Během plnění plánů se však setká s oběma bratranci, kteří mu jeho plány zkomplikují. Nejdříve se je pokusí uplatit, ale neúspěšně; později proti nim poštve policii a soudy, jenže i jim utečou; nakonec se oběma podaří veškerá zvířata osvobodit a Ormonda s jeho poskoky vyhnat pryč.

## Obsazení
| Bud Spencer      | Tom                   |
| Terence Hill     | Slim                  |
| Joe Bugner       | Jack „Hammer“ Ormond  |
| May Dlamini      | Máma Leone            |
| Dawn Jürgens     | Stella, Slimova láska |
| Malcom Kirk      | Ormondův poskok       |
| Les Markowitz    | Ormondův poskok       |
| Johan Naude      | Ormondův poskok       |
| Mike Schutte     | Ormondův poskok       |
| Kosie Smith      | Ormondův poskok       |
| Ben Masinga      | Jason                 |
| Sandy Ngkomo     | Stellin otec          |
| Nic van Rensburg | hráč v kasíně         |
| Hugh Rouse       | policejní komisař     |